# Imperiul viselor
Imperiul Viselor (El imperio de los sueños, 1988) este o carte de poezie postmodernistă scrisă de Giannina Braschi, considerată una dintre cele mai revoluționare voci ale literaturii latinoamericane de azi”.
În 1988, Imperiul Viselor a apărut prima dată în Spania, ovaționată sub titlul El imperio de los sueños; ulterior, traducerea în limba engleză a lui Tess O’Dwyer a fost publicată ca volum inaugural al Yale Library of World Literature in Translation (1994). Scrisă între anii 1980 și 1986, această serie de lucrări reprezintă prima etapă importantă din opera lui Braschi: poezie scrisă în întregime în spaniola clasică și postmodernă.
O combinație de poem în proză, dramă, teatru muzical, manifest, bârfă, autobiografie, jurnal, teorie literară, și antiroman, Imperiul Viselor este o trilogie de gen mixt despre cultura excesului. Tema principală a acestui poem epic este noua viață plină de optimism a imigranților latinoamericani în „Big Apple”, porecla dată orașului New York, dramatizat de Braschi drept epicentrul Visului American. În lucrare abundă, totuși, referirile sociale și lingvistice la alte orașe și cartiere latine, precum Cartierul Latin din Paris, barrio chino barcelonés, zaguanes din Buenos Aires-ul lui Borges și casele coloniale din Old San Juan. 
Mai târziu, autoarea dă publicității primul roman scris în întregime în spangleză, Yo-Yo Boing!, și o lucrare controversată de ficțiune politică în limba engleză, United States of Banana, care oferă o critică tăioasă a falsei promisiuni de meritocrație a ideii de Vis American.

## Subiect, structură și teme
Imperiul Viselor tratează probleme precum creația artistică, de imigrare, mercantilismul, capitalismul, criza identitară, ambiguitatea sexuală și de gen, și revoluția. Naratorul călătorește printr-o „serie de încercări interne și externe fantasmagorice pentru a trăi experiența centrului – a centrului puterii politice, al sensului, al sentimentelor și al identității personale".
Structural, lucrarea a fost comparată cu cutia chinezească și păpușa Matryoshka, având în vedere că este formată din șase cărți.
Partea întâi, „Asaltul asupra timpului”, reprezintă o succesiune de poeme în proză contemplative pe tema iubirii pierdute și a incapacității limbii și gramaticii de a comunica emoții. Este prima carte de poezie a lui Braschi și ea începe cu ruperea tăcerii: „Dincolo de cuvânt e tăcere/Dincolo de sunet este o ușă”. Literele au o viață a lor, proprie, rătăcind pe străzile din New York, iar semnele de punctuație, precum două puncte sau punct și virgulă semnifică momentele cruciale ale unei relații.
Partea a doua, „Comedie profană”, aduce un omagiu evoluției poeziei și spectacolului, în special comedia dell ' arte. „Comedie profană” este compusă din patru cărți de poezie, fiecare dintre ele plină de umor și cu un simț al grotescului: 1. „Book of Clowns and Buffoons” („Cartea clovnilor și a bufonilor”), 2. „Poems of the World; or The Book of Wisdom” („Poeme ale lumii; sau Cartea înțelepciunii”), 3. „Pastoral; or, The Inquisition of Memories” („Pastorală; sau Inchiziția amintirilor”), și 4. „Song of Nothingness” („Cântecul neființei”).
Pe tot parcursul cărții, Braschi amestecă refrene publicitare de televiziune și cântece pop precum cele de la Beatles sau Madonna cu poeme ale Secolul de aur spaniol. Personajele principale îi includ pe  Luis de León, Miguel de Cervantes, Lope de Vega, Luis de Góngora, Garcilaso de la Vega, și Francisco Quevedo, iar aparițiile episodice includ poeți, pictori, filosofi și compozitori precum  César Vallejo, Rimbaud, Goethe, Nietzsche, Shakespeare, Breughal, Beethoven, Van Gogh și Picasso, printre alții.
Textul abundă de citate din poeți clasici, transformate de mâna potrivită a unui poet vesel care folosește „tehnica muzicii rap” și hip-hop. Deși Braschi scrie ancorată într-o puternică tradiție literară și de pe o poziție erudită, „textele ei sunt impregnate de bună dispoziție și energie luminoasă”. Textul se desfășoară într-o serie de scene teatrale violente și  suprarealiste la care participă clovni, bufoni, ciobani, soldați de plumb, magicieni, nebuni, vrăjitoare și prezicătoare. Aceste personaje migratoare în travesti atacă și pun stăpânire pe America convențională, inclusiv centre de afaceri și atracții turistice. .
Într-un episod climatic din „ Pastoral; or, The Inquisition of Memories”, ciobanii produc blocaje în trafic pe 5th Avenue în timpul Paradei de Ziua Puerto Rico, trag clopotele de la Catedrala Saint Patrick și pun stăpânire pe platoul de observație al Empire State Building unde dansează și cântă: „Acum facem ce ne place, ce ne place, ce avem noi chef”.
Partea a treia, „Jurnalul intim al singurătății”, este un antiroman vesel care parodiază boomul latinoamerican și romanele dictatorului. Lucrarea este o amestecătură de micronuvele, cântece pop, știri de senzație, reclame, pasaje din jurnale intime, manifeste politice și literare, artă interpretativă, totul sfârșind cu un tratat de filosofie despre rolul scriitorului în epoca modernă. Personajul principal, Mariquita Samper, specialistă în arta machiajului la Macy’s, care visează să devină o stea, cere o revoluție a „ouălor poetice” și o împușcă pe scriitoarea romanelor boomului latinoamerican (de tipul O Sută de Ani de Singurătate) care continuă să-și rescrie propriul jurnal intim pentru a-l transforma într-un bestseller. Dezbaterea dintre calitate și originalitate vs faimă și avere reprezintă o temă constantă în Imperiul Viselor. Lucrarea se încheie cu un citat dintr-o poezie anonimă din literatura spaniolă medievală, un vers din „El Conde Arnaldos”: „Îmi cânt cântecul / doar pentru cei ce mă urmează”.

## Influențe
Giannina Braschi consideră  "The Waste Land" a lui T.S. Eliot drept poezia de limbă engleză cu cel mai mare impact, care stă la baza schimbărilor de ritm și a inspirației din care ea construiește un cor de voci anonime pentru a surprinde conștiința colectivă a maselor. Alicia Ostriker, poet și savant feminist, scrie în introducerea la Imperiul Viselor că vocea poetului sună categoric „macho”, dar poate fi teoretic „comparată cu Luisa Valenzuela,Clarice Lispector, Luce Irigaray, Helene Cixous și Marguerite Duras, și că Braschi îi datorează mult, evident, lui Gertrude Stein. Braschi a publicat lucrări științifice despre poezia în limba spaniolă a lui  Cervantes, Garcilaso, Gustavo Adolfo, Antonio Machado, Federico Garcia Lorca și César Vallejo, din ale căror lucrări citează pe tot parcursul lucrării sale, Imperiul Viselor. Într-un interviu acordat postului NBC Latino, Braschi declara că poetul ei preferat este César Vallejo: Vallejo este un hopa-mitică, reprezentare a revoltei spiritului meu. Oricât l-ai împinge înapoi în cutie, poetul se ridică din nou la suprafață pentru a-și exprima iubirea față de viață”.

## Giannina Braschi
Giannina Braschi, membră a National Endowment for the Arts, este considerată o voce marcantă și revoluționară a literaturii latinoamericane contemporane. Este autoarea trilogiei de poezie postmodernă El imperio de los sueños/Imperiul viselor (1988), a romanului în spangleză Yo-Yo Boing! și a romanului postcolonial United States of Banana/Statele Unite Bananiere (2011). Lucrările sale analizează politica imperială și de independență, surprinzând în același timp încercările și frământările imigranților latinoamericani din Statele Unite. A câștigat premii și burse de la National Endowment for the Arts, New York Foundation for the Arts, PEN American Center, Ford Foundation, InterAmericas, Danforth Scholarship, Reed Foundation, El Diario, Rutgers University și Puerto Rican Institute for Culture. După publicarea lucrării United States of Banana, revista CARAS a numit-o pe Braschi în 2012 unul dintre cei mai influenți portoricani.

## Linkuri externe
- Yo-Yo Boing!
- Statele Unite Bananiere
- Postmodern
- Pastorală
- Competițiile La Nuyorican De Circulație
- McOndo
- Spanglish
- Puerto Rico literatura
- Poezia Epică

## Link-uri externe
- Sub Fusta de Libertate, http://muse.jhu.edu/login?auth=0&type=summary&url=/journals/american_quarterly/v066/66.3.cruz-malave.pdf
- Imperiul Viselor Revizuire, Publishers Weekly, 1994.
- Evergreen Review, oferind recenzii de "Statele Unite ale Banana" Arhivat în 2 aprilie 2015, la Wayback Machine. de Cristina Garrigos și Daniela Daniele și clipuri video de Giannina Braschi, noiembrie 2011.
- Biblioteca Congresului Arhive, Washington DC, 24 septembrie 2012. Festivalul național de Carte (Transcriere și Webcast: Giannina Braschi)